# Barcola
Barcola  (Slowenisch Barkovlje) ist ein Vorort der norditalienischen Stadt Triest, der sich entlang der Küste des Golfs von Triest am Rande des Karstes unterhalb der Marienwallfahrtskirche Monte Grisa erstreckt und eine slowenischsprachige Minderheit beheimatet.
Barcola wird wegen der hohen Lebens- und Wohnqualität und dem freien Meerzugang sehr geschätzt. Die lange und zum Teil schattige fünf km lange Uferpromenade von Barcola dient als Naherholungsgebiet und Stadtbadestrand von Triest und ist durch Buslinien und Schiffs-Linienverkehr mit dem Stadtzentrum, Miramare, Sistiana aber auch teilweise mit Grado verbunden. Barcola hat mehrere kleine Häfen, insbesondere Porticciolo di Barcola, wo auch die lokalen Berufsfischer arbeiten und die Linienschifffahrt anlegt.
Der zu römischer Zeit als Vallicula beziehungsweise später als Valcula bezeichnete Ort ist wegen seiner exklusiven Häuser, dem Blick von den grünen Hügeln auf den Golf von Triest, seiner langen Küstenpromenade samt umfassenden Bade- und Sportmöglichkeiten bekannt.

## Lage, Verwaltung und Wirtschaft

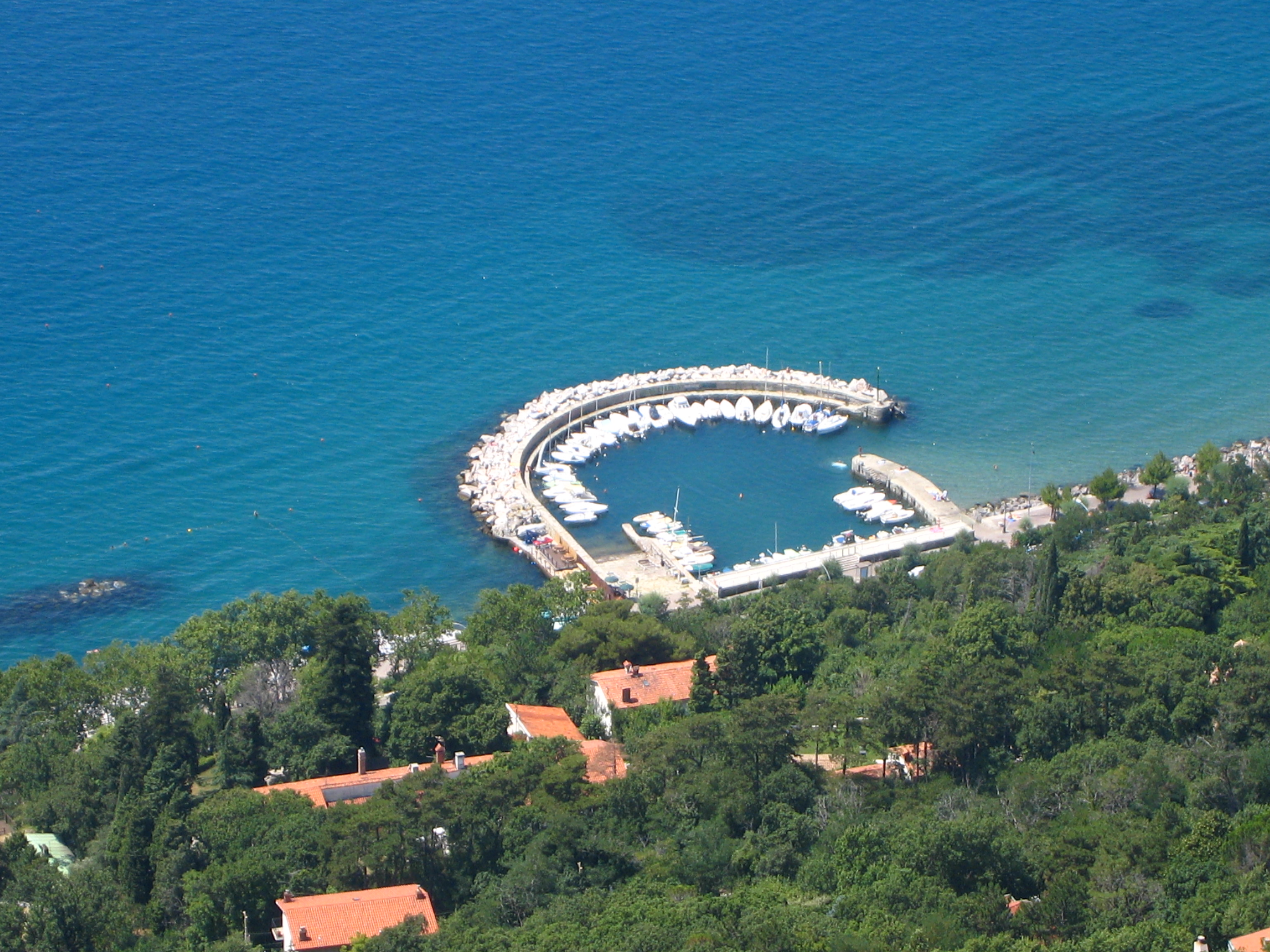
Blick von der Vedetta d’Italia auf den Hafen Porticciolo del Cedas in Barcola, welcher einen römischen Ursprung hat

Barcola liegt zwischen dem Vorort Miramare und dem Triestiner Stadtteil Roiano. Zusammen mit Grignano, Miramare, Gretta, Roiano, Scorcola, Cologna und einem Teil von Guardiella bildet Barcola den Verwaltungsbezirk 3 der Gemeinde Triest (Circoscrizione III). Das Karsthochplateau des Triestiner Küstenlandes, an dessen Rand Barcola liegt, gilt auch als Ausläufergebirge der Alpen.
Seit der Besiedelung befassen sich die Einheimischen wegen der Lage am Golf von Triest mit der Fischerei. Während früher Thunfisch und Sardinen gefangen und verarbeitet wurden, sind heute die Sardellen aus Barcola (Sardoni barcolani) besonders nachgefragt. Diese nur bei Scirocco „auftretenden“ Fische werden als die angeblich besten der Welt bezeichnet und erzielen höchste Preise. Die lokalen Berufsfischer verkaufen ihren Fang teilweise direkt am Hafen in Porticciolo di Barcola.

## Geschichte
Bereits zur Zeit des Römischen Imperiums befand sich auf dem Gebiet von Barcola ein Fischerdorf namens Vallicula („kleines Tal“). Überreste von reich geschmückten römischen Villen samt Wellnesseinrichtungen, Pier und weitläufigen Gärten lassen vermuten, dass Barcola bereits bei den Römern auch wegen seines günstigen Mikroklimas, da direkt am Meer liegend und vor der Bora geschützt, schon ein beliebter Erholungs- bzw. Nobelort war. An den Hängen wurden damals, wie schon Plinius der Ältere erwähnte, die Reben des Weines Pulcino („Vinum Pucinum“ – heute allenfalls „Prosecco“) angebaut. Dieser damals besondere und seltene Wein von den sonnigen Hängen nordöstlich von Barcola in Richtung des Ortes Prosecco beziehungsweise Duino (beim historischen Ort Castellum Pucinum) war gemäß Plinius der Lieblingswein der Kaiserin Julia, der Ehefrau des Augustus, und soll schon von den Griechen unter der Bezeichnung Prätetianum gerühmt worden sein.
Am Ende des 19. Jahrhunderts wurden in Barcola zwischen dem Friedhof und der Kirche San Bartolomeo, ungefähr auf der Höhe Viale Miramare 48, die Überreste einer prunkvollen eines Fürsten würdigen römischen Villa am Meer entdeckt. Dieser heute als Villa Maritima von Barcola bezeichnete Gebäudekomplex mit einer ersten Bauphase in der zweiten Hälfte des 1. Jhd. vor Chr. erstreckte sich an der Küste und gliederte sich in Terrassen in einen Repräsentationsbereich in dem Luxus und Macht zur Schau gestellt wurde, einen separaten Wohnbereich, einen Garten, einige zum Meer offene Einrichtungen und eine Therme. Erweiterungen und Umbauarbeiten lassen sich bis in die zweite Hälfte des 1. Jh. nach Chr. datieren. Die gefundenen Kunstwerke und Mosaike befinden sich heute im Museum Lapidario Tergestino im Kastell San Giusto, wobei vergleichbare Werke bisher nur in Rom und Kampanien zu finden sind.
Die Fischerei und der Anbau von Wein und Oliven dominierte die Gegend dann bis ins 19. Jahrhundert. 1826 hatte Barcola 418 Einwohner und die Triestiner begannen zunehmend ihre Sommerresidenzen in der Ansiedlung zu bauen. Am Ende des 19. Jahrhunderts nahm Barcola dann zunehmend die Züge eines Erholungsgebietes an und es gab Gasthäuser und Weinstuben mit Laubengärten und Blick auf das Meer.
1886 entstand das heute noch bestehende aber jetzt private Strandbad Excelsior, dem die Gründungen von Rudervereinen und anderen Strandanstalten folgten, die zum Teil noch immer bestehen. Die Geschichte dieses Vorbildes für viele Strandbäder begann im Jahr 1886, als die Familie Di Salvore, die Land in Barcola besaß, die Konzession für die Strandnutzung des Gebietes ungefähr bei der ehemaligen römischen Villa Maritima von Barcola erhielt. 1890 bekam der Architekt Edoardo Tureck von Alessandro Cesare di Salvore, einem Reeder, Stadtrat und Theaterdirektor, den Auftrag für den Bau einer Badeanlage bei der natürlichen Sandbank, wobei 1895 zusätzlich das gleichnamige Hotel auf der anderen Straßenseite gebaut wurde. Die dann bekannte und florierende Badeanstalt Excelsior, die in den folgenden Jahren an andere Eigentümer überging, wurde mehrmals ausgebaut, so wurde im Jahr 1909 ein kleines Theater und ein Restaurant integriert. Gemäß einer lokalen Erzählung lernte hier der Weltmeister im Unterwasserfischen von 1981, Claudio Martinuzzi (* 1948), schwimmen. Heute ist die sich auf historischem römischen Boden befindliche Strandanlage in Appartements beziehungsweise sehr begehrte Badehütten mit in Triest einzigartigem Sandstrand umgewandelt. Im Bereich der Badeanlage wächst die streng geschützte Edle Steckmuschel (Pinna nobilis). Als einzigartige Besonderheit für Italien gilt, dass durch eine einmalige Überlappung von habsburgischem und italienischen Recht im Bereich dieser historischen Strandanlage der Strand nicht öffentliches Staatseigentum, sondern Privateigentum ist.
Auf Initiative von Erzherzog Ferdinand Maximilian von Österreich wurde eine Uferstraße gebaut, die seine Residenz Schloss Miramare direkt mit der Stadt Triest verbindet. 1884 eröffnete Lionello Stock in Barcola die Schnapsbrennerei Camis and Stock, die zum heutigen Spirituosenhersteller Stock wurde. Nach der letzten k.u.k. Volkszählung im Jahr 1911 hatte Barcola 73,7 % slowenischsprachige und 16,2 % italienischsprachige Bevölkerung.
In den 1950er Jahren wurde das Gebiet der Pineta aufgeschüttet. Die „Pineta di Barcola“, mit seinem 25.400 Quadratmetern großen Kiefernwald, beherbergt heute zahlreiche Lokale und Sportbereiche für die Badegäste. Bis 1969 war Barcola durch die Straßenbahnlinie 6 mit dem Zentrum verbunden. Neben vielen Villen reicher Triestiner sticht besonders das Gebäude in der Viale Miramare 229 mit seinen markanten Zwiebeltürmchen ins Auge. Diese Villa, die Casa Jakic, stammt aus dem Jahr 1896, gehörte anfänglich einem russisch-orthodoxen Priester, welcher angeblich ein Spion des Zaren war und wurde später auch als Spielhalle und Bordell verwendet.
1928 wurde die Strada Costiera, welche von Barcola nach Sistiana führt eröffnet. Dieser Teil der Verbindungsstraße von Triest nach Venedig zählt nach einem Ranking der WTO (Weltorganisation für Tourismus) wegen seiner Panoramablicke zu den schönsten Küstenstraßen der Welt.
Heute ist Barcola ein gesuchter Nobelwohnort in Triest. Geschätzt wird die zentrumsnahe Lage verbunden mit dem direkten Zugang zum Urban Beach der Triestiner mit seinen vielen Freizeitmöglichkeiten. Zunehmend suchen hier auch vermögende Ausländer einen Zweitwohnsitz.

## Sehenswürdigkeiten

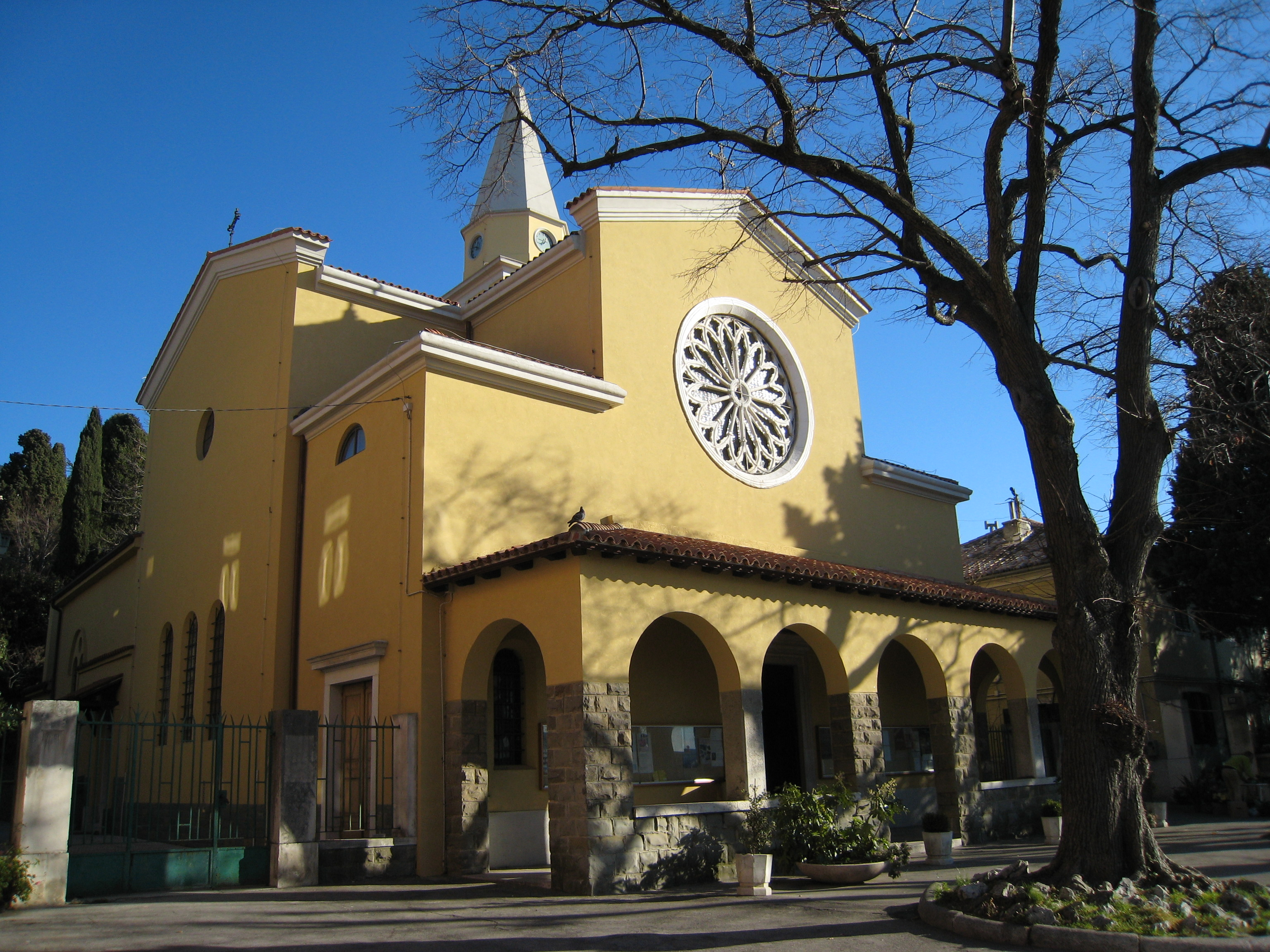
Die Fensterrosette der Kirche San Bartolomeo stammte aus dem 13./14. Jhd. bzw. von der Kirche San Pietro auf dem Triestiner Hauptplatz Piazza Grande, die im Jahr 1870 abgerissen wurde, und ist wahrscheinlich ein Überrest einer älteren Kultstätte

Im Ortszentrum befindet sich die Kirche San Bartolomeo, welche urkundliche Erwähnung bereits im Jahr 1338 und 1462 findet. Der heutige Kirchenbau wurde 1787 errichtet, in den Jahren 1838 bzw. 1892 erweitert und zwischen 1930 und 1935 modernisiert und ist weiter dem Heiligen Bartholomäus geweiht. Die ersten Pfarrbücher sind aus 1786. In der Kirche befindet sich ein Hochaltar aus der 2. Hälfte des 17. Jhd. von Giovanni Comino aus Treviso. Der Hochaltar kam erst 1806 von der Laienbruderschaft von San Marco aus Venedig nach Triest für „San Giusto“ und befand sich stückweise ab 1840 in der kleinen Kirche „San Michele al Carnale“ neben der Kathedrale und erst ab 1951 in der Kirche San Bartolomeo in Barcola. Die venezianische Herkunft zeigt sich an einem Detail des Flachreliefs der Altarverkleidung: Zwischen zwei geflügelten Putten, die das Bildnis der Madonna tragen, erscheint ein Blick auf den Markusplatz. In der Kirche gibt es eine Statue des Hl. Matthäus des venezianischen Bildhauer Enrico Merengo.
Über Barcola befindet sich der Siegesleuchtturm, welcher von 1923 bis 1927 auf der ehemaligen k.u.k. Befestigungsanlage Kressich als Unterbau errichtet wurde. Diese Befestigungsanlage hat verschiedene, vor Artillerieangriffen geschützte unterirdische Räume und Stollen bis nach Barcola.
Der Strand, die Promenade und der Pinienwald von Barcola, alles klassische Erholungsorte der Triestiner, sind besonders im Sommer stark frequentiert. Hier badete schon Claudio Magris als Kind mit seiner Mutter. Die umfassende Neugestaltung der Uferpromenade mit der Pflasterung aus Porphyrsteinen und Sandsteinplatten erfolgte in den Jahren 2000 bis 2001. Bekannt sind besonders die zehn beliebten halbkreisförmigen Baueinheiten am Ufer bestehend aus Aussichtsplattform, Sanitäreinrichtungen und Umkleidekabinen, welche umgangssprachlich bzw. im Volksmund als Topolini (Plural der Walt Disney Figur „Micky Maus“ – wegen der charakteristischen Form von oben) bezeichnet werden. Es gibt vielfältige Gastronomie und ausgedehnte Parkplätze.
Im kleinen Jachthafen von Barcola steht seit dem Jahr 2005 die Bronzeskulptur Mula di Trieste („Das Mädchen aus Triest“) von Nino Spagnoli, welche die Triestiner Jugend, die umgangssprachlich als mula bezeichnet wird, symbolisieren soll. Im Kiefernwald von Barcola befindet sich beim seit 1963 in mehreren Farben sprudelnder Springbrunnen die Bronzeskulptur la Nuotatrice, besonders bekannt als la Sirenetta ("Die kleine Meerjungfrau"), des Bildhauers Ugo Cara`als Hommage an die Triestiner Schwimmerinnen.
Die Erlebnisse und Geschichten der einheimischen Kapitäne, Skipper und Fischer, mit ihren Erzählungen in den Bars wie dem Skipper Point, hat auch Paolo Rumiz in seinem Buch Der Leuchtturm festgehalten.
Barcola ist wegen der ablandigen Bora ein bekannter Windsurf- und Kitespot.

## Veranstaltungen
Jedes Jahr Anfang Oktober findet in Triest die Segelregatta Barcolana statt, deren Route sich unter anderem entlang der Küstenpromenade von Barcola erstreckt.
Der Europa-Marathonlauf, auch Bavisela genannt, was im Triestiner Dialekt „Windhauch“ heißt, ist ein internationaler Wettlauf, der im Mai veranstaltet wird. Neben dem Hauptrennen bzw. Halbmarathon findet auch ein Volkslauf quer durch Barcola vom Schloss Miramare bis zur Piazza Unità d’Italia statt.

## Söhne und Töchter
- Giorgio Strehler (1921–1997), italienischer Regisseur
- Milan Pertot, slowenischer Komponist